# Lars Guggisberg
Lars Guggisberg (Berna, 19 luglio 1977) è un politico svizzero dell'Unione Democratica di Centro (UDC). Dal 2019 è membro del Consiglio nazionale per il Canton Berna.

## Biografia
Candidatosi alle elezioni federali del 2019 come Consigliere nazionale per il Canton Berna, risultò il primo dei non eletti della sua lista con 91 616 voti. Tuttavia, con l'elezione al Consiglio degli Stati del collega di partito Werner Salzmann, Guggisberg subentrò al suo posto in Consiglio nazionale. Alle elezioni federali del 2023 venne confermato risultando il secondo eletto più votato con 121 468 preferenze.
Fa parte del consiglio direttivo della sezione cantonale bernese dell'UDC.